# Zapornia sandwichensis
La schiribilla delle Hawaii (Zapornia sandwichensis J. F. Gmelin, 1789) era un uccello della famiglia dei Rallidi originario della Grande Isola di Hawaii.

## Descrizione
La schiribilla delle Hawaii misurava circa 14 cm di lunghezza. Aveva la sommità del capo e le copritrici auricolari di colore marrone, con una lieve sfumatura grigiastra; anche il dorso, le ali e le copritrici della coda erano marroni; le penne presenti sulla schiena e sulle ali avevano la regione centrale di colore marrone scuro e i margini più chiari, che conferivano all'animale un aspetto marezzato; la gola era biancastra, il petto era di un marrone-rossastro intenso e l'addome e il sottocoda erano di colore cioccolato-grigiastro. Il becco era di color cenere o nero, con i margini giallastri; le zampe erano di color carnicino scuro o, forse, arancioni.
Gli esemplari giovani avevano una colorazione più chiara, ed erano talmente diversi dagli adulti che gli studiosi del passato ritenevano addirittura di avere a che fare con una specie o sottospecie differente.

## Biologia
Questa schiribilla viveva nelle distese erbose aperte e nelle basse boscaglie, o nelle radure della foresta pluviale. Era presente nelle zone meno umide dell'isola, in ogni regione boschiva disponibile. Suoi resti subfossili sono stati trovati nella zona compresa tra la baia di Kiholo a nord e la baia di Manuka a sud, e fino a 500 m di quota sopra Makalawena. Il nome hawaiiano Moho, con cui la specie era nota presso i nativi, significa pressappoco «uccello che canta nell'erba».

## Estinzione

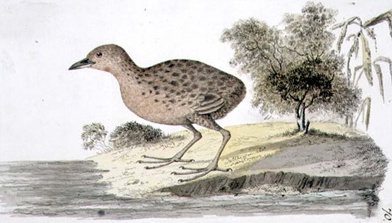
Esemplare ritratto da William Ellis durante il terzo viaggio del Capitano James Cook (1776-78).

Vi è una certa confusione sul numero esatto delle specie del genere Zapornia che in passato popolarono le isole Hawaii, nonché sulla loro classificazione. Fino a non molto tempo fa, gli studiosi erano ancora soliti suddividere la schiribilla delle Hawaii in due sottospecie, Z. s. sandwichensis, dalla colorazione più chiara, e Z. s. millsi, dal piumaggio scuro; oggi, invece, gli studiosi tendono a considerare gli esemplari della forma più chiara come gli individui giovani della specie. Sebbene l'ultimo esemplare noto di schiribilla sia stato abbattuto nel 1864, l'ornitologo statunitense Henry Wetherbee Henshaw, senza ombra di dubbio, affermò che la specie era riuscita a sopravvivere fino almeno al 1893. Nel 1862, un altro naturalista, William Harper Pease, ne aveva parlato brevemente, scrivendo:
Da allora, molti naturalisti si spinsero alla ricerca di eventuali esemplari sopravvissuti, ma senza successo. Le cause dell'estinzione della specie non sono note, ma è probabile che responsabili della sua scomparsa siano stati i ratti. In passato, della sparizione furono incolpate le manguste, ma secondo Greenway esse non furono le vere colpevoli, dal momento che furono introdotte sull'isola solamente nel 1883, quando l'uccello era già estinto, o molto prossimo all'estinzione. Conosciamo ben poco delle sue abitudini, ma sembra che vivesse in armonia con il ratto del Pacifico (Rattus exulans), nelle cui gallerie si rifugiava quando si sentiva minacciata. Tuttavia, il ratto nero (R. rattus), introdotto accidentalmente dagli europei, potrebbe non essere stato altrettanto accomodante, ed è uno dei principali indiziati dell'estinzione dell'uccello. Tra le altre cause della scomparsa ipotizzate dagli studiosi vi sono anche la caccia da parte dei polinesiani, la deforestazione e la predazione da parte di maiali, gatti e cani, nonché le malattie trasmesse dal pollame.
Esemplari impagliati sono attualmente conservati a New York, Leida, Cambridge, Honolulu, Tring e Vienna.